# Soles de Santo Domingo Este
Los Soles del Este es un equipo profesional de baloncesto de la República Dominicana con sede en San Pedro de Macorís. Compite en la Liga Nacional de Baloncesto, y juegan sus partidos como local en el Polideportivo Rolando Ramírez.
Comenzaron su participación profesional en 2005, como Cocolos de San Pedro de Macorís, pasando en la ciudad ocho temporadas y fueron subcampeones en 2011. Fueron trasladado a la ciudad de Santo Domingo Este, en 2014 y fueron renombrados como Soles de Santo Domingo Este.

## Historia

### Cocolos de San Pedro de Macorís
El equipo comenzó su participación en la Liga Dominicana de Baloncesto (Lidoba) (actual Liga Nacional de Baloncesto) en 2005, en la primera temporada de la liga. En 2009 después de varios cambios en la fecha inicial de torneo de 2009, la liga anunció que no se llevaría a cabo el campeonato de ese año por varios problemas que provocaron esos cambios de fechas. Después del receso de 2009, la liga Lidoba pasó a ser nombrada como la Liga Nacional de Baloncesto.

### Soles de Santo Domingo Este
El jueves 9 de enero de 2014, los propietarios del equipo decidieron trasladar la franquicia a la ciudad de Santo Domingo Este. El domingo 16 de febrero de 2014, anunciaron el nuevo nombre del equipo pasando a ser llamados como Soles de Santo Domingo Este.

## Trayectoria
| Año                             | Circuito                                   | Posición                                   | G                                          | P                                          | %                                          | Playoffs                                       | Resultado                                         |
| ------------------------------- | ------------------------------------------ | ------------------------------------------ | ------------------------------------------ | ------------------------------------------ | ------------------------------------------ | ---------------------------------------------- | ------------------------------------------------- |
| Cocolos de San Pedro de Macorís |                                            |                                            |                                            |                                            |                                            |                                                |                                                   |
| 2005                            | —                                          | 6º                                         | 11                                         | 10                                         | .523                                       | —                                              | —                                                 |
| 2006                            | Sur                                        | 4º                                         | 7                                          | 16                                         | .304                                       | —                                              | —                                                 |
| 2007                            | Sur                                        | 2º                                         | 13                                         | 9                                          | .591                                       | Gana la Primera ronda Pierde la Semifinal      | Cocolos 2, Constituyentes 1 Panteras 3, Cocolos 0 |
| 2008                            | Sur                                        | 2º                                         | 8                                          | 11                                         | .421                                       | Pierde la Primera ronda                        | Panteras 2, Cocolos 0                             |
| 2009                            | No hubo torneo                             | No hubo torneo                             | No hubo torneo                             | No hubo torneo                             | No hubo torneo                             | No hubo torneo                                 | No hubo torneo                                    |
| 2010                            | Sureste                                    | 2º                                         | 5                                          | 4                                          | .555                                       | Pierde la Primera ronda                        | Titanes 2, Cocolos 0                              |
| 2011                            | Sureste                                    | 1º                                         | 13                                         | 7                                          | .650                                       | Gana las Semifinales Pierde la Serie Final     | Cocolos 3, Indios 1 Leones 4, Cocolos 2           |
| 2012                            | Sureste                                    | 4º                                         | 7                                          | 13                                         | .350                                       | —                                              | —                                                 |
| 2013                            | Sureste                                    | 2º                                         | 11                                         | 10                                         | .524                                       | Pierde la Semifinal                            | Titanes 3, Cocolos 2                              |
| Soles de Santo Domingo Este     |                                            |                                            |                                            |                                            |                                            |                                                |                                                   |
| 2014                            | Sureste                                    | 3º                                         | 11                                         | 9                                          | .550                                       | —                                              | —                                                 |
| 2015                            | Sureste                                    | 2º                                         | 13                                         | 7                                          | .650                                       | Pierde la Semifinal                            | Cañeros 3, Soles 2                                |
| 2016                            | Sureste                                    | 2º                                         | 11                                         | 9                                          | .550                                       | Pierde la Semifinal                            | 1-4 en el Round Robin                             |
| 2017                            | Sureste                                    | 4º                                         | 5                                          | 15                                         | .250                                       | —                                              | —                                                 |
| 2018                            | Sureste                                    | 3º                                         | 9                                          | 10                                         | .474                                       | —                                              | —                                                 |
| 2019                            | —                                          | 3º                                         | 7                                          | 8                                          | .467                                       | Pierde la Semifinal                            | Indios 3, Soles 0                                 |
| 2020                            | No hubo torneo por la pandemia de COVID-19 | No hubo torneo por la pandemia de COVID-19 | No hubo torneo por la pandemia de COVID-19 | No hubo torneo por la pandemia de COVID-19 | No hubo torneo por la pandemia de COVID-19 | No hubo torneo por la pandemia de COVID-19     | No hubo torneo por la pandemia de COVID-19        |
| 2021                            | —                                          | 5°                                         | 6                                          | 8                                          | .429                                       | —                                              | —                                                 |
| 2022                            | —                                          | 4°                                         | 7                                          | 7                                          | .500                                       | Clasifica en primera ronda Pierde la Semifinal | 2-3 en fase de eliminación Indios 3, Soles 1      |
| 2023                            | —                                          | 3°                                         | 8                                          | 6                                          | .571                                       | Eliminado en primera ronda                     | 4-6 en fase de eliminación                        |
| 2024                            | —                                          | 8°                                         | 3                                          | 11                                         | .214                                       | —                                              | —                                                 |
| 2025                            | —                                          | 7°                                         | 6                                          | 8                                          | .429                                       | —                                              | —                                                 |
| Totales                         | Totales                                    | Totales                                    | 161                                        | 178                                        | .475                                       |                                                |                                                   |
| Playoffs                        | Playoffs                                   | Playoffs                                   | 19                                         | 38                                         | .333                                       | 0 Campeonatos                                  | 0 Campeonatos                                     |